# Isabella de Forz
Isabel de Forz o Isabel de Redvers (juliol de 1237 – 10 de novembre de1293) va ser la filla més gran de Baldwin de Redvers, sisè compte de Devon (1217–1245). Quan, el 1262 el seu germà Baldwin de Redvers, setè comte de Devon, va morir sense fills, ella va heretar el comtat, la baronia feudal de Plympton a Devon i el senyoriu de l'Illa de Wight. Amb la mort del seu marit i el seu germà, abans de complir trenta anys, va heretar els seus béns i es va convertir en una de les dones més riques d'Anglaterra, vivint principalment al castell de Carisbrooke a l'Illa de Wight. Els seus sis fills també van morir tots abans que ella. En el llit de mort la van convèncer de vendre l'Illa de Wight a Eduard I d'Anglaterra, en una transacció que des de llavors sempre s'ha considerat qüestionable. El seu hereu a la baronia feudal de Plympton va ser el seu cosí Hugh de Courtenay (1276–1340), baró feudal de Okehampton, Devon, que el 1335 va ser declarat Comte de Devon.